# Xian de Mulan
Pour les articles homonymes, voir Mulan (homonymie).
Le xian de Mulan (木兰县 ; pinyin : Mùlán Xiàn) est un district administratif de la province du Heilongjiang en Chine. Il est placé sous la juridiction de la ville sous-provinciale de Harbin.

## Démographie
La population du district était de 256 302 habitants en 1999.